# 瓦蓋河
瓦蓋河是俄羅斯的河流，由秋明州負責管轄，屬於額爾齊斯河的左支流，河道全長555公里，流域面積23,000平方公里，流經西西伯利亞平原，河水主要來自融雪。